# Имоџен Хип
Имоџен Џенифер Хип (енгл. Imogen Jennifer Heap; Лондон, 9. децембар 1977) британска је музичарка, певачица, текстописац и музички продуцент. Њен рад се сматра пионирским у поп и електропоп музици.

## Детињство
Рођена је 9. децембра 1977. године у Лондону. Име је добила по британској композиторки Имоџен Холст, пошто је њена мајка желела да јој ћерка постане виолончелисткиња као Холстова. Због тога што је била годину дана млађа од деце из свог разреда, тврди да се није слагала са многим људима из школе и већину времена проводила у музичкој соби вежбајући клавир.

## Дискографија
- (1998)
- (2005)
- (2009)
- (2014)
- (2022)